# 호르겐역
호르겐역(Horgen)은 스위스 호르겐 마을의 취리히 호수 유역에 위치한 기차역이다. 이 역은 취리히호 좌안 철도 노선에 있으며, 취리히 S-반의 S2 및 S8 노선이 운행된다.
호르겐역은 기차역에 바로 인접한 버스 정류장에서 운행하는 치머베르크 버스 노선의 버스와 통합 환승 시설을 제공한다. 취히리제-해운회사의 선박은 역에 바로 인접한 호숫가의 부두에 기항하는 반면, 호르겐-마일렌 카페리는 터미널에서 호숫가 산책로를 따라 남동쪽으로 약 600m 떨어진 곳에서 운행된다.
호르겐역은 탈빌-아트-골다우 철도에 있는 인근의 더 높은 곳의 호르겐 오버도르프역과 혼동해서는 안 된다. 두 역은 도보로 약 0.9km 떨어져 있다.

## 갤러리
- 인도교에서 남쪽으로 본 전경
- 승강장에서 본 버스정류장